# Jan Pisuliński
Jan Krzysztof Pisuliński (ur. 5 grudnia 1968 w Rzeszowie) – polski historyk, specjalizujący się w historii powszechnej po 1918 roku; nauczyciel akademicki związany z Uniwersytetem Rzeszowskim; szachista, mistrz międzynarodowy od 1994 roku.

## Życiorys

### Kariera naukowa
Urodził się w 1968 roku w Rzeszowie, z którym związał całe swoje życie rodzinne i zawodowe. Po ukończeniu kolejno szkoły podstawowej i średniej oraz pomyślnie zdanym egzaminie maturalnym podjął studia historyczne w Wyższej Szkole Pedagogicznej w Rzeszowie, które ukończył w 1992 roku zdobywając tytuł zawodowy magistra na podstawie pracy pt. Kwestia rozbrojenia morskiego w polskiej polityce zagranicznej w latach 1930–1939, napisanej pod kierunkiem dr hab. Ewy Orlof.
W tym samym roku został zatrudniony na swojej macierzystej uczelni na stanowisku asystenta w Zakładzie Historii Najnowszej Powszechnej w Instytucie Historii. W międzyczasie podjął staże naukowe w Instytucie Historii Uniwersytetu Jagiellońskiego w Krakowie (1994/1995) oraz Instytucie Historii Uniwersytetu Warszawskiego (1995/1996). W 2000 roku uzyskał stopień naukowy doktora na Wydziale Socjologiczno-Historycznym WSP w Rzeszowie na podstawie rozprawy nt. Kwestia ukraińska w polskiej polityce zagranicznej w latach 1918–1923, której promotorem była prof. Ewa Orlof. Wraz z nowym tytułem naukowym otrzymał stanowisko adiunkta. W 2010 roku habilitował się na podstawie rozprawy: Przesiedlenie ludności ukraińskiej z Polski do USRR w latach 1944–1947. Od 2011 roku zatrudniony na stanowisku profesora nadzwyczajnego w Zakładzie Historii Najnowszej Instytutu Historii Uniwersytetu Rzeszowskiego, a od września 2012 roku jest kierownikiem tego zakładu. Ponadto w latach 2000–2005 pracował w Biurze Edukacji Publicznej Oddziału Instytutu Pamięci Narodowej w Rzeszowie.
Jego zainteresowania naukowe koncentrują się wokół zagadnień związanych z tematyką relacji polsko-ukraińskie w XX wieku, dziejami dyplomacji polskiej w XX wieku oraz prawom człowieka. Jest autorem ponad 60 publikacji naukowych, w tym dwóch monografii. Do jego najważniejszych publikacji należą:
- Akcja „Wisła”, IPN, Warszawa 2003.
- Nie tylko Petlura. Kwestia ukraińska w polskiej polityce zagranicznej w latach 1918–1923, Wrocław 2004, ISBN 83-229-2460-7[5].
- Przesiedlenie ludności ukraińskiej z Polski do USRR w latach 1944-1947, UR, Rzeszów 2009.

### Kariera szachowa
Jest dwukrotnym medalistą mistrzostw Polski juniorów: srebrnym (Poznań 1984, do 17 lat) oraz brązowym (Leszczyny 1989, do 23 lat). W 1984 r. zajął II miejsce (za Arturem Pieniążkiem) w turnieju juniorów w Warszawie. W 1986 r. podzielił III miejsce (za Stanisławem Kostyrą i Zbigniewem Księskim) w Rzeszowie. W 1987 r. zwyciężył w kołowym turnieju w Głogowie, a w 1988 r. podzielił II miejsce (za Aleksandrem Wojtkiewiczem) w otwartym turnieju w Warszawie oraz dwukrotnie zajął III miejsca w Słupsku (za m.in. Zbigniewem Szymczakiem) oraz w Dębicy (za Bogusławem Sygulskim oraz Ryszardem Skrobkiem).
W latach 1991–1998 w barwach Stilonu Gorzów Wlkp. sześciokrotnie zdobył tytuł drużynowego mistrza Polski.
Najwyższy ranking w karierze osiągnął 1 stycznia 1989 r., z wynikiem 2400 punktów dzielił wówczas 21-23. miejsce wśród polskich szachistów. Od 1998 r. w turniejach klasyfikowanych przez Międzynarodową Federację Szachową startuje bardzo rzadko.